# Ian Callaghan
Ian Robert Callaghan MBE (Liverpool, 10 de abril de 1942) é um ex-futebolista inglês, que atuava como meia. Ele detém o recorde de jogador que mais vestiu a camisa do Liverpool. 

## Carreira

### Clubes
Callaghan jogou 857 vezes pelo Liverpool entre 1960 e 1978, indo para a primeira equipe logo após a nomeação de Bill Shankly como treinador do Liverpool. Ele era um membro regular da primeira equipe no momento em que o Liverpool ganhou a promoção para a Primeira Divisão em 1962 e ganhou a primeira divisão em 1964, 1966, 1973, 1976 e 1977, bem como a Copa da Inglaterra de 1965 e 1974, a Copa da UEFA em 1973 e 1976 e da Liga dos Campeões em 1977 e em 1978. Ele foi eleito Futebolista do Ano pela FWA em 1974. 
Callaghan jogou na final da Liga dos Campeões de 1977, quando o Liverpool venceu o Borussia Moenchengladbach por 3 a 1. Já na final de 1978, seu último ano no clube, seu tempo de jogo foi reduzido pelo surgimento dos jovens Graeme Souness e Kenny Dalglish. Callaghan estava no banco de reservas quando o Liverpool ganhou o título em cima do Club Brugge em 1978.
Ele deixou o Liverpool pouco depois dessa final e assinou pelo Swansea City, dirigido pelo ex-atacante do Liverpool, John Toshack. Ele ajudou o Swansea a ganhar uma segunda promoção consecutiva em 1979, que os levou para a Segunda Divisão, e também teve breves períodos jogando nos EUA, na Austrália e na República da Irlanda no final de sua carreira. 
Ele passou a última temporada de sua carreira na Quarta Divisão Inglesa jogando no Crewe Alexandra, fazendo 15 jogos na temporada 1981-82 e se aposentando como jogador com 40 anos.

### Seleção
Callaghan também jogou quatro vezes em nível sênior pela Seleção Inglesa. Embora ele estivesse na equipe que disputou a Copa do Mundo de 1966,[carece de fontes?] ele não jogou na final e por isso não recebeu uma medalha. Após uma campanha liderada pela Associação de Futebol para persuadir a FIFA a entregar medalhas a todos os membros do time de vencedores, Callaghan recebeu a medalha do primeiro-ministro Gordon Brown em uma cerimônia no dia 10 de junho de 2009 em Downing Street. 

## Títulos
Liverpool
- Football League First Division: 1963–64, 1965–66, 1972–73, 1975–76, 1976–77
- Football League Second Division: 1961–62
- Copa da Inglaterra: 1964–65, 1973–74
- Supercopa da Inglaterra: 1964, 1965, 1966, 1974, 1976, 1977
- Liga dos Campeões da UEFA: 1976–77, 1977–78
- Liga Europa da UEFA: 1972–73, 1975–76

Seleção Inglesa
- Copa do Mundo FIFA: 1966

## Ligações Externas
- Perfil em FIFA.com (em inglês)